# Tetracen
Tetracenul, de asemenea cunoscut și sub numele de naftacen, este o hidrocarbură aromatică policiclică. Este un solid cu cristale galbene-portocalii. Face parte din categoria acenelor, împreună cu antracenul și pentacenul.